# История почты и почтовых марок Чада
История почты и почтовых марок Чада, государства в Центральной Африке, охватывает этапы развития почтовой связи на территории Чада во времена колониальной зависимости от Франции (с 1904) и в период современной независимой Республики Чад (с 1960). Эмиссия собственных почтовых марок осуществляется с 1922 года. Чад — член Всемирного почтового союза (ВПС; с 1961); национальным почтовым оператором в этой стране является компания фр. Société tchadienne des postes et de l’épargne.

## Развитие почты
История почты в Чаде начинается с колониального периода. Регулярное почтовое обслуживание в Чаде стало осуществляться вскоре после французской оккупации области в 1904 году, с последующим образованием в 1905 году французской колонии Убанги-Шари — Чад. В 1905 году было открыто первое почтовое отделение в Форт-Лами. Затем почтовые отделения были учреждены: в 1909 году — в Абеше и Ати; в 1910 году, когда территория Чада была присоединена к Французской Экваториальной Африке, — в Ам-Тимане, Манджафе, Тшекне (Масенье) и Бусо. В 1914 году Чад получил статус отдельной колонии в составе Французской Экваториальной Африки, а в 1920 году перешёл к гражданскому управлению и тогда же здесь были устроены новые почтовые отделения в Фаде и Файя-Ларжо.
После получения в 1958 году статуса республики — члена Французского сообщества, а затем провозглашения независимости 11 августа 1960 года в стране стала развиваться собственная почтовая служба. 23 июня 1961 года Чад влился в ряды стран — участниц ВПС.

Примеры франкотипов Чада
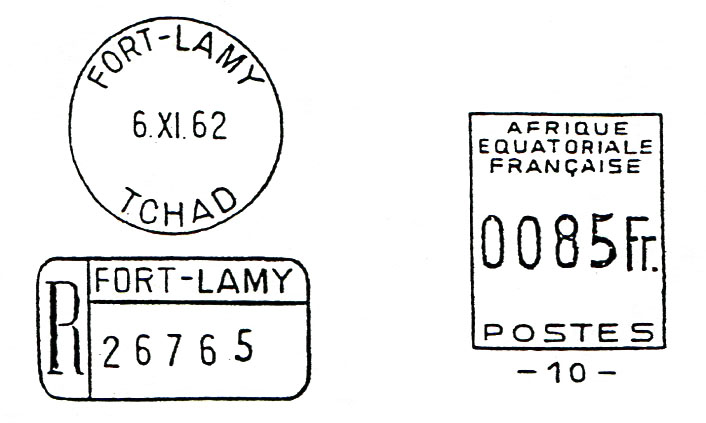
1962: Французская Экваториальная Африка, Форт-Лами (использовался уже после обретения Республикой Чад независимости)
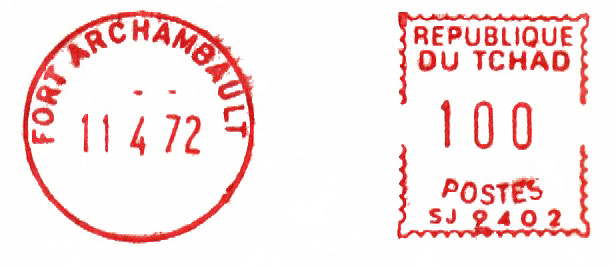
1972: Республика Чад, Форт-Аршамбо

В современных условиях почтовые услуги в стране оказывает компания Société tchadienne des postes et de l’épargne (сокращённо STPE), подчиняющаяся Министерству почты и новых информационных технологий (Ministère des Postes et des Nouvelles Technologies de l'Information).

## Выпуски почтовых марок

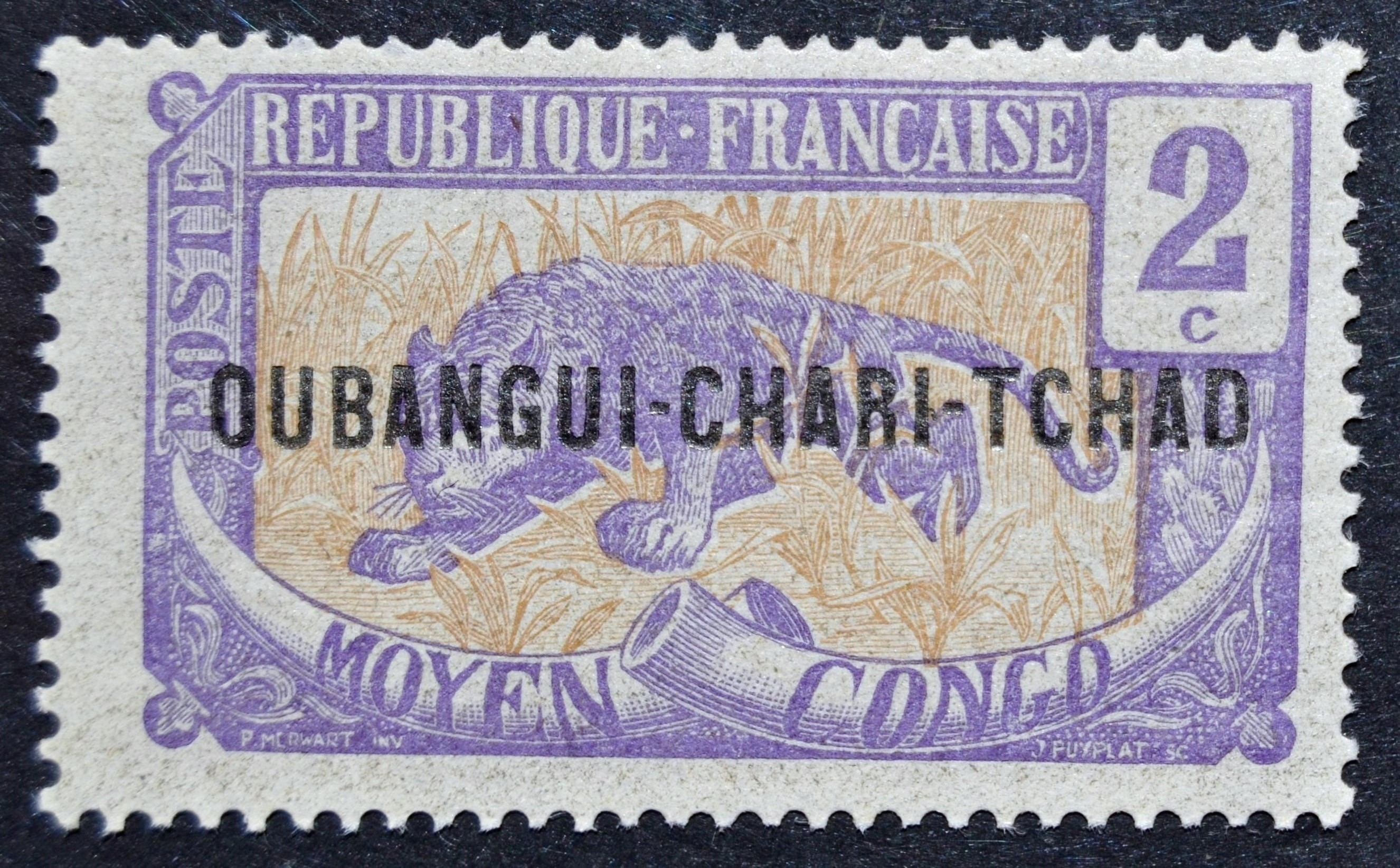
Марка Убанги-Шари — Чада, 1915

### Колониальный Чад

#### Убанги-Шари — Чад
До 1915 года почта Чада использовала марки Французского Конго, а затем марки Убанги-Шари, на которых были сделаны надпечатки «Oubangui-Chari-Tchad» («Убанги-Шари — Чад)».

#### Первые марки Чада
В 1922 году колония получила первые собственные знаки почтовой оплаты — марки французского Среднего Конго с надпечаткой «Tchad» («Чад»). Первая серия включала 18 марок номиналами от 1 сантима до 5 франков.

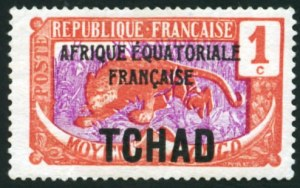
Марка Французской Экваториальной Африки для Чада, 1924(Sc #19)

#### Последующие эмиссии
Как и в случае с выпусками Убанги-Шари, на марках Чада с 1924 года стала печататься дополнительная надпись «Afrique équatoriale française» («Французская Экваториальная Африка»). В дальнейшем также использовалась надпись «RF. AEF. Tchad» («Французская Республика. Французская Экваториальная Африка. Чад»).
Между 1924 и 1933 годами были добавлены почтовые миниатюры 32 различных комбинаций цветов и номиналов, наряду с девятью марками, имевшими надпечатки нового номинала.
В 1931 году появились первые памятные марки, которые были частью совместного выпуска Франции для её колоний «Колониальная выставка» в честь Парижской колониальной выставки. Колониальный Чад прекратил выпуск собственных марок в 1936 году, после чего стал использовать марки, эмитированные для всех стран Французской Экваториальной Африки.

Пример современной почтовой марки независимого Чада: паук Nephila senegalensis (из рода кругопрядов-нефил), 1972(Sc #254)

В 1959 году, перед получением независимости от Франции, страна выпустила свои первые собственные марки без надписи «RF» (от «République française» — «Французская Республика»). На одной из двух марок, номиналом в 15 франков, были изображены цветки хлопка, рыбаки на озере Чад и голова антилопы.

### Независимость
Принятие независимости в 1960 году не нашло сразу же отображения на почтовых марках Чада. Лишь в 1961 году были выпущены три памятные марки суверенного Чада в ознаменование вступления государства в ООН, за которыми последовала серия по случаю годовщины независимости.
По информации Л. Л. Лепешинского, всего в период с 1922 по 1963 год было выпущено 110 почтовых марок Чада. При этом на оригинальных марках делались надписи: «Postes» («Почта»), «République du Tchad» («Республика Чад», с 1959).
Первый почтовый блок страны был издан в 1969 году. В связи с московской Олимпиадой 1980 года выходили памятные марки и блок Чада.

## Другие виды почтовых марок

### Доплатные
Доплатные марки в Чаде печатались с 1928 года, и на них даны надписи: «Chiffre-taxe» («Доплата») и «Timbre-taxe» («Доплатная марка», с 1959). В 1930 году впервые появилось множество красочных доплатных марок с надписью названия колонии. По данным Л. Л. Лепешинского, до 1963 года было издано 34 доплатных марки.

### Авиапочтовые
Первые авиапочтовые марки Чада поступили в продажу в 1960 году.

### Марки военной почты
В 1965—1972 годах в стране эмитировались марки для военной почты.

### Почтово-благотворительные
В почтовом обращении Чада также использовались почтово-благотворительные марки, первые выпуски которых увидели свет в 1962 году.

### Служебные
Первые служебные марки Чада появились в 1966 году.

## Фальсификации
Существуют спекулятивно-фантастические выпуски марок Чада. Например, в 1995 году «Международное общество коллекционеров» (англ. International Collectors Society) — фирма Скотта Тилсона, базирующаяся в Мэриленде (США), — распространяло на рынке фальшивые марки от имени Чада с портретам знаменитых артистов — участников группы «Битлз». Известно, что в связи с изданием этой серии из шести марок фирма в том же году была замешана в судебном скандале, причем иск против филателистических мошенников был выдвинут тремя живыми на тот момент бывшими членами «Битлз» и вдовой Джона Леннона, Йоко Оно. Согласно информации компании Bloomberg, фирма International Collectors Society LP числится подразделением крупнейшей филателистической торговой компании США «Мистик Стэмп Компани».
В 2001 году почтовые власти Чада направили руководству ВПС письмо, в котором сообщали о других незаконных выпусках марок от имени страны, изготовленных в спекулятивных целях тремя частными компаниями Бельгии, Литвы и США.